# Schleyer-kidnappningen

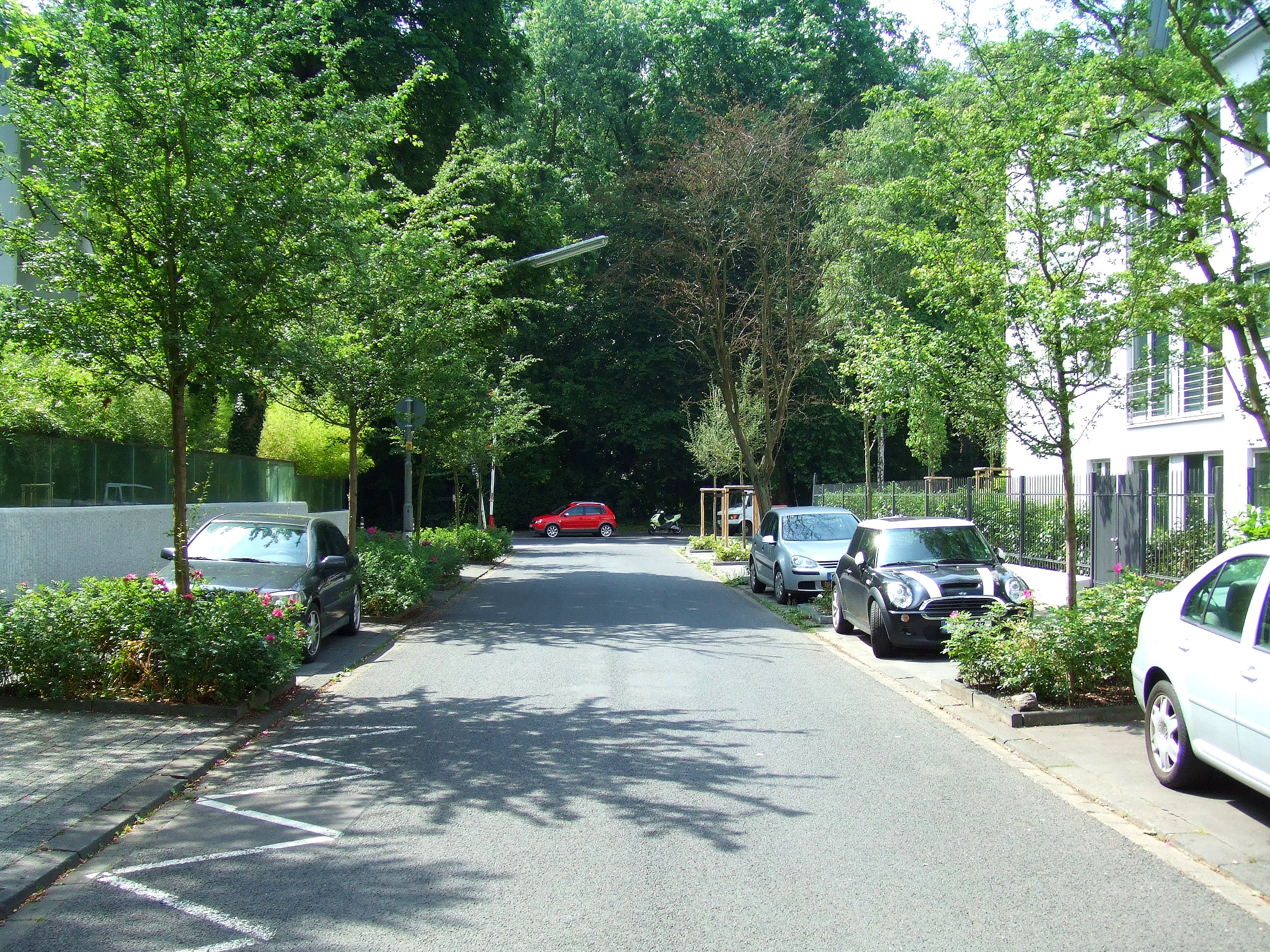
Attentatsplatsen i juni 2007.

Schleyer-kidnappningen var en kidnappning utförd av Kommando Siegfried Hausner inom Röda armé-fraktionen i Köln den 5 september 1977. Inom ramen för den så kallade Offensive 77, då RAF ville gå till attack mot det västtyska samhället beslutade man att kidnappa den västtyska arbetsgivarföreningens ordförande Hanns Martin Schleyer. Schleyer satt även i styrelsen för Daimler-Benz. Schleyers förflutna som nazist och SS-officer hade provocerat RAF.

## Kidnappningen
Schleyer kidnappades på Raschdorffstraße i Köln-stadsdelen Braunsfeld vid en brutal attack, då hans chaufför Heinz Marcisz (41) och tre livvakter, polismännen Reinhold Brändle (41), Roland Pieler (20) och Helmut Ulmer (24), sköts till döds i det villaområde som Schleyer färdades igenom. 
Schleyer fördes iväg av RAF-medlemmarna Peter-Jürgen Boock, Sieglinde Hofmann, Willi-Peter Stoll och Stefan Wisniewski och hölls fången under flera veckor på olika hemliga adresser. Trots en intensiv polisjakt kunde myndigheterna inte finna Schleyer. Under tiden skickade kidnapparna krav och videofilmer med Schleyer. När man inte fick igenom sina krav, och de fängslade RAF-medlemmarna Andreas Baader, Gudrun Ensslin och Jan-Carl Raspe påträffats döda i sina fängelseceller och Irmgard Möller allvarligt skadad, valde RAF att göra sig av med Schleyer. Han sköts ihjäl med tre skott i bakhuvudet i Frankrike nära den västtyska gränsen. Schleyers kropp påträffades den 18 oktober 1977 i bagageutrymmet på en parkerad bil (Audi 100) vid Rue Charles Péguy i den franska staden Mulhouse efter tips till polisen.
I september 2007 hävdade Peter-Jürgen Boock i Der Spiegel att det var Rolf Heissler och Stefan Wisniewski som hade skjutit Schleyer i närheten av den fransk-belgiska gränsen. Enligt obduktionsprotokollet hade Schleyer skjutits i bakhuvudet med tre skott, avfyrade från ett och samma vapen. Skottvinklarna indikerar att teorin om två skyttar är fullt möjlig.